# Église Saint-Jacques de Wetherby
Pour les articles homonymes, voir Église Saint-James.
L’église Saint-Jacques (anglais : St James' Church) est une église paroissiale située à Wetherby en Angleterre.

## Histoire
Le bâtiment actuel a été achevé en 1839.

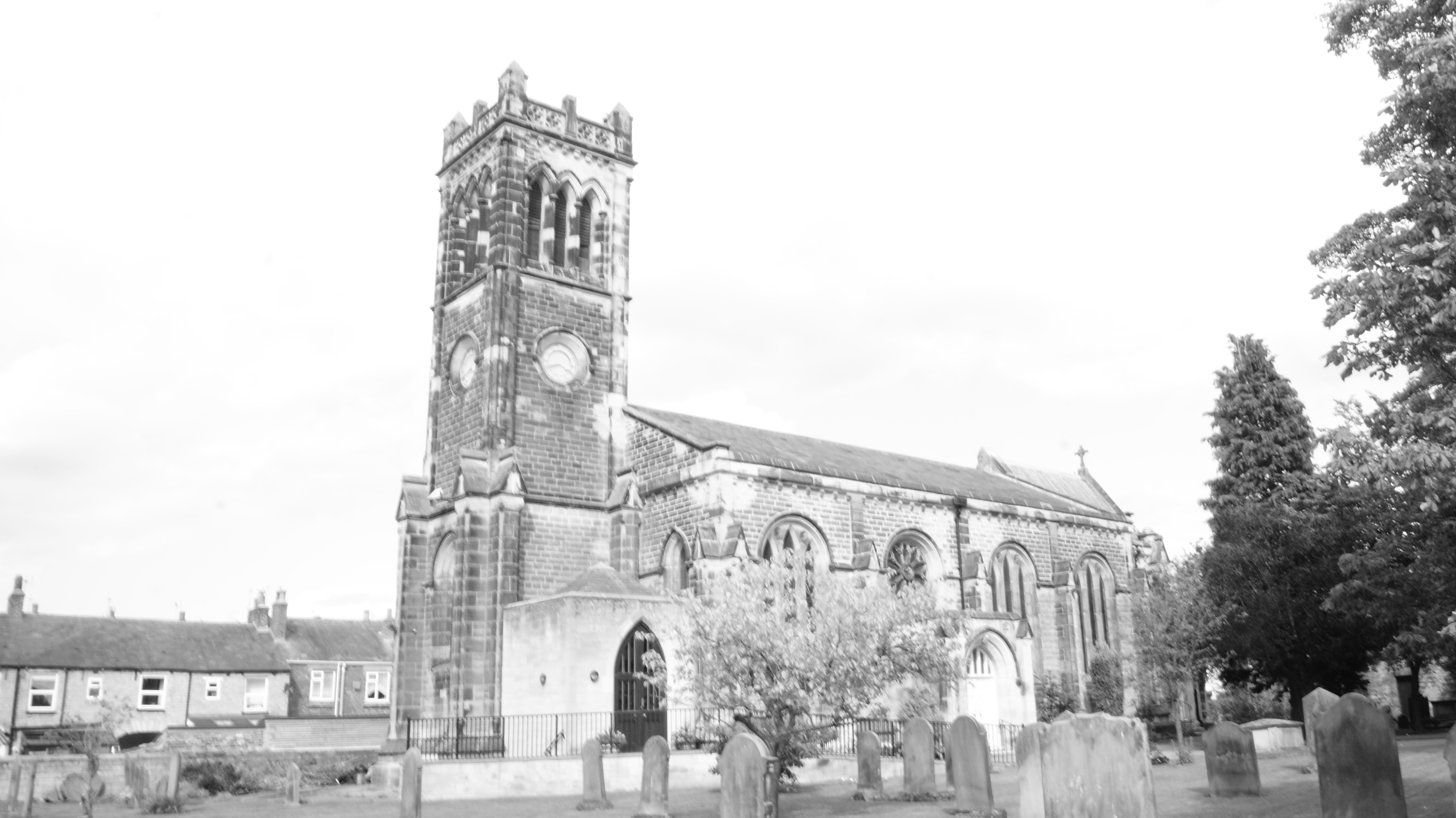
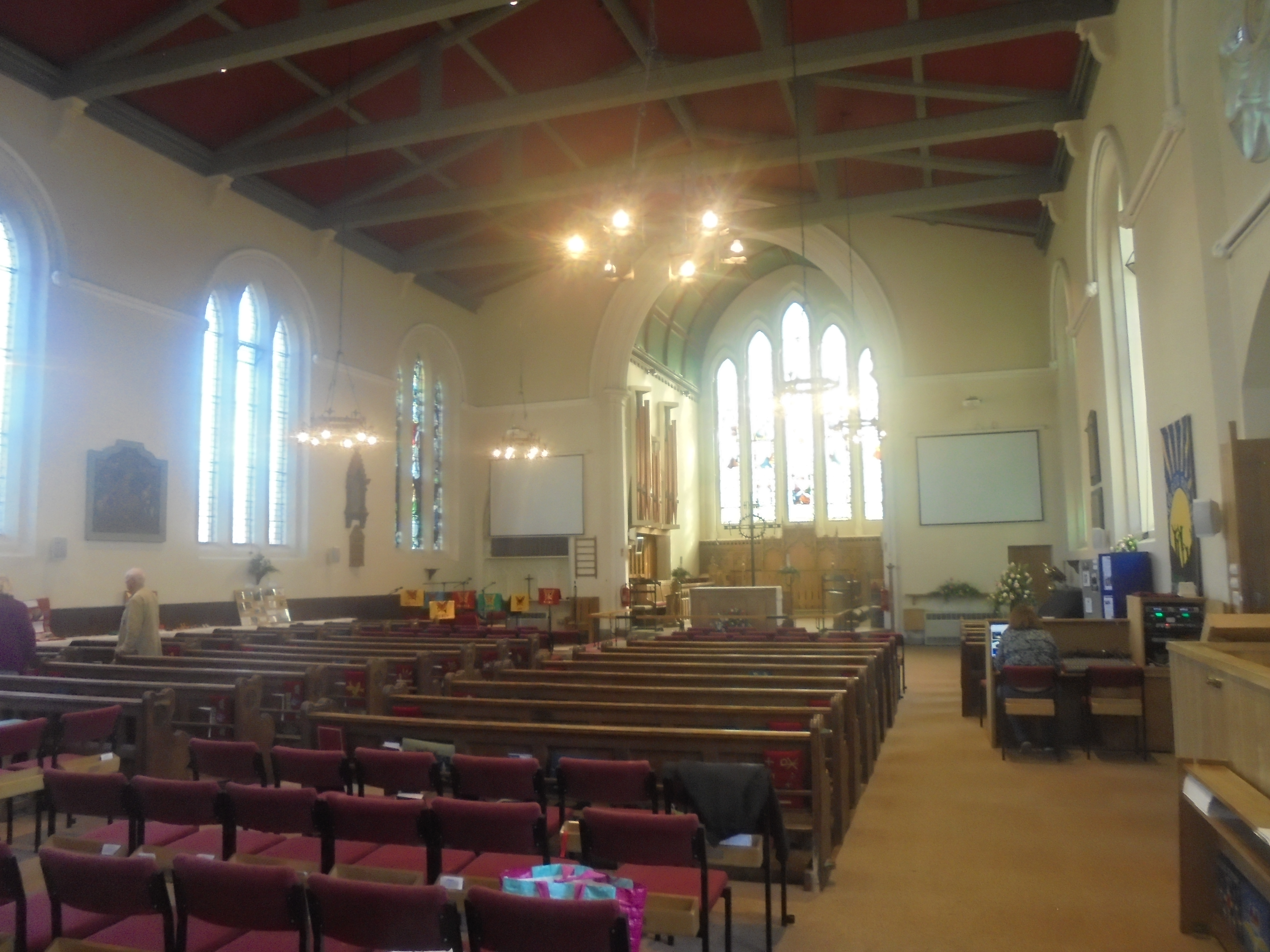